# Oberbergischer Kreis
Oberbergischer Kreis este un district rural (în germană: "Kreis") din landul Renania de Nord - Westfalia, Germania.
Face parte din regiunea administrativă de tip Regierungsbezirk Köln.

## Orașe și comune
| Orașe 1. Bergneustadt (18.835 loc.) 2. Gummersbach (49.665 loc.) 3. Hückeswagen (15.102 loc.) 4. Radevormwald (22.025 loc.) 5. Waldbröl (18.872 loc.) 6. Wiehl (25.047 loc.) 7. Wipperfürth (21.336 loc.) | Comune 1. Engelskirchen (19.211 loc.) 2. Lindlar (21.038 loc.) 3. Marienheide (13.570 loc.) 4. Morsbach (10.236 loc.) 5. Nümbrecht (16.665 loc.) 6. Reichshof (18.688 loc.) |  |